# Impatiens occultans
Impatiens occultans är en balsaminväxtart som beskrevs av Joseph Dalton Hooker. Impatiens occultans ingår i släktet balsaminer, och familjen balsaminväxter. Inga underarter finns listade i Catalogue of Life.